# Berufssoldat
Berufssoldaten sind Soldaten, die sich freiwillig verpflichtet haben, auf Lebenszeit Wehrdienst zu leisten (§1 Abs. 2 SG). Sie treten – im Gegensatz zu Soldaten auf Zeit, die mit Ende des Verpflichtungszeitraums ausscheiden – mit Erreichen einer Altersgrenze in den Ruhestand.

## Bundeswehr
Die Rechtsstellung des Berufssoldaten (und der Soldaten auf Zeit) der Bundeswehr ergibt sich aus dem zweiten Abschnitt des Soldatengesetzes (§ 37 ff. SG). In der Bundeswehr gibt es 57.688 Berufssoldaten (April 2025), davon 5.515 Frauen.

### Voraussetzungen
Formale Voraussetzungen für eine Übernahme sind der Bedarf der Bundeswehr und die deutsche Staatsangehörigkeit (§ 37 Soldatengesetz [SG]). Subjektive Voraussetzungen sind das Eintreten für die freiheitliche demokratische Grundordnung sowie die charakterliche, geistige und körperliche Eignung.
In das Dienstverhältnis können berufen werden (§ 39 SG):
- Unteroffiziere (Feldwebelanwärter jedoch erst mit der Beförderung zum Feldwebel)
- Offizieranwärter nach dem Abschluss der Laufbahnausbildung und der Beförderung in den ersten Offiziersdienstgrad
- Offiziere auf Zeit
- Offiziere der Reserve.

Unter bestimmten Umständen können auch einsatzgeschädigte Soldaten in das Dienstverhältnis eines Berufssoldaten berufen werden, die nicht die vorgenannten Voraussetzungen erfüllen (§ 7 Abs. 1 Einsatz-Weiterverwendungsgesetz).

### Rechtsstellung und Auswahl
Berufssoldaten leisten berufsmäßigen Wehrdienst in einem Wehrdienstverhältnis. Ihre Rechtsstellung richtet sich nach dem Soldatengesetz, ihre Bezüge nach dem Bundesbesoldungsgesetz.
Die Auswahl zum Berufssoldaten erfolgt gemäß § 3 SG nach Eignung, Befähigung und fachlicher Leistung. Die Bewerbung erfolgt in der Regel aus einem Dienstverhältnis als Soldat auf Zeit. Auch Vorgesetzte können Soldaten zum Berufssoldaten vorschlagen. Ein kleiner Teil der Zivilisten, die sich um einen Einstellung in die Bundeswehr bewerben, kann bereits bei der Verpflichtungserklärung die Zusage erteilt werden, später als Berufssoldat übernommen zu werden, wenn die Eignung und Befähigung vorliegt (etwa Gesundheit, Lehrgänge erfolgreich absolviert). Eine erneute Antragstellung/Vorschlag und Bestenauswahl nach fachlicher Leistung entfällt hier.
Regelmäßig übersteigt die Zahl der Bewerbungen die Übernahmemöglichkeiten zum Berufssoldaten. 2023 wurden beispielsweise 828 Anträge von Offizieren, 6585 Anträge von Feldwebeln und 2083 Anträge von Fachunteroffizieren abgelehnt.

### Ende des Dienstverhältnisses
Das Dienstverhältnis eines Berufssoldaten endet (§ 43 SG) durch
- Eintritt oder Versetzung in den Ruhestand (Pensionierung)
- Entlassung
- Umwandlung (in das Dienstverhältnis eines Soldaten auf Zeit)
- Verlust der Rechtsstellung eines Berufssoldaten oder
- Entfernung aus dem Dienstverhältnis durch Urteil in einem gerichtlichen Disziplinarverfahren.

#### Eintritt oder Versetzung in den Ruhestand
Der Eintritt in den Ruhestand (Pensionierung) richtet sich nach den Bestimmungen des § 44 Soldatengesetz. Er erfolgt demnach spätestens mit dem Erreichen der allgemeinen Altersgrenze dienstgrad-/laufbahnabhängig mit 62 bzw. 65 Jahren. Eine Versetzung in den Ruhestand kann jedoch unter bestimmten Umständen auch schon früher, nämlich nach dem Erreichen der besonderen Altersgrenze erfolgen, dienstgrad-/laufbahn-/verwendungsabhängig liegt diese zwischen Vollendung des 41. und des 62. Lebensjahrs.

#### Entlassung
Wie Beamte können Soldaten nicht kündigen, sondern ihre Entlassung verlangen (§ 46 SG Abs. 3). 
Wird dem Entlassungsantrag eines Berufssoldaten stattgegeben, verliert er mit der Entlassung seinen Status und alle damit verbundenen Ansprüche (auf Pension, Beihilfe u. ä.). Frühere Ansprüche aus seinem Dienstverhältnis als Soldat auf Zeit (Berufsförderung oder Übergangsgebührnisse), die mit dem Statuswechsel zum Berufssoldaten bereits verloren waren, leben nicht wieder auf. Der Entlassene wird gemäß § 8 Sechstes Buch Sozialgesetzbuch (SGB VI) Abs. 2 nachversichert, wenn er nicht, bei Entlassung gemäß § 46 SG Abs. 3 des Soldatengesetzes, gemäß § 1 Absatz 1 Nummer 3 des Altersgeldgesetzes die Gewährung von Altersgeld beantragt.
Hat der Entlassene eine aufwändige Ausbildung erhalten, unterliegt er nach ständiger Rechtsprechung einer grundsätzlichen Rückzahlungspflicht.
Ein Soldat ist nach § 46 SG zu entlassen, wenn er die deutsche Staatsangehörigkeit verliert oder ohne Genehmigung seinen Wohnsitz im Ausland nimmt; ferner in bestimmten Fällen, in denen seine Ernennung oder seine Versetzung in den Ruhestand fehlerhaft oder rechtswidrig war, wenn er sich weigert, den Diensteid abzulegen, oder wenn er als Kriegsdienstverweigerer anerkannt ist.